# Marvin Sánchez
Marvin Saúl Sánchez Vallecillo (2 de novembro de 1986) é um futebolista profissional hondurenho que atua como meia.

## Carreira
Marvin Sánchez fez parte do elenco da Seleção Hondurenha de Futebol nas Olimpíadas de 2008.